# Uwe Lagosky

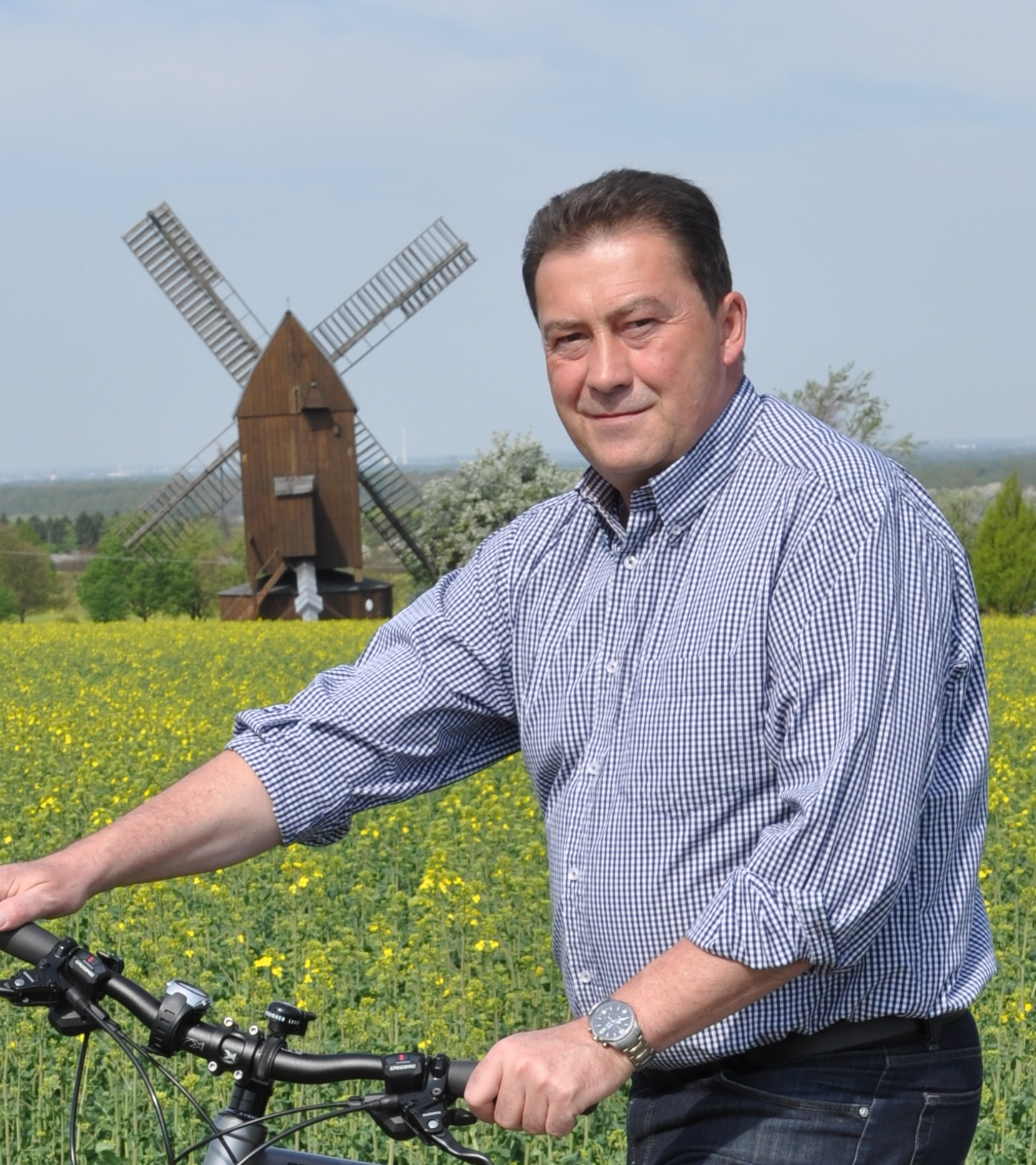
Uwe Lagosky (2014)

Uwe Lagosky (* 21. Mai 1962 in Braunschweig) ist ein deutscher Politiker (CDU). Von 2013 bis 2017 war er Mitglied des Deutschen Bundestages.

## Ausbildung und Beruf
Nach seiner Ausbildung zum Energieanlagenelektroniker von 1978 bis 1982 bei den Stadtwerken Braunschweig absolvierte Lagosky die Technikerausbildung an der Technikerschule der Stadt Braunschweig. Dort erlangte er 1984 die Fachhochschulreife.
Seit 1985 ist Lagosky Mitarbeiter bei der heutigen Braunschweiger Versorgungs-AG & Co. KG (BS ENERGY). 1986 bis 2004 war er Technischer Angestellter im Heizkraftwerk Mitte, 2004 bis 2005 war er Regulierungsmanager.
2001 bis 2013 war Lagosky Mitglied des Betriebsrates und von 2002 bis 2005 stellvertretender Betriebsratsvorsitzender der Braunschweiger Versorgungs-AG & Co. KG. Darüber hinaus war er von 2006 bis 2013 Mitglied des Aufsichtsrates der Braunschweiger Versorgungs-Verwaltungs-AG und zweiter stellvertretender Aufsichtsratsvorsitzender.
Von 2005 bis 2013 amtierte er als Betriebsratsvorsitzender der Braunschweiger-Versorgungs AG & Co. KG. Bei der VEOLIA Wasser GmbH war er 2006 bis 2012 stellvertretender Vorsitzender der Arbeitsgemeinschaft der Betriebsräte. Von März 2012 bis 2013 war er ihr Vorsitzender.
Beim Energieversorger BS|ENERGY wurde er 2007 Konzernbetriebsratsvorsitzender. Dieses Amt übte er bis zu seiner Wahl in den Deutschen Bundestag 2013 aus.
Lagosky ist verheiratet und hat drei Kinder.

## Parteilaufbahn
Mitglied der Christlich Demokratischen Union (CDU) ist Lagosky seit 1994. 1997 bis 2002 war er Vorsitzender des CDU-Ortsverbandes Destedt. 1997 bis 2001 war er stellvertretender und bis 2011 Vorsitzender des CDU-Gemeindeverbandes Cremlingen. Seitdem ist Lagosky kooptiertes Vorstandsmitglied. Stellvertretender Vorsitzender im CDU-Kreisverband Wolfenbüttel ist Lagosky seit 2001.
Mitglied der Christlich Demokratischen Arbeitnehmerschaft (CDA) ist Lagosky seit 2000. Ihr Vorsitzender im Landkreis Wolfenbüttel wurde er 2014.

## Kommunale Mandate und Funktionen
Dem Rat seines Heimatortes Abbenrode (Cremlingen) gehörte Lagosky von 1991 bis 2013 an. 2001 wurde er Ortsbürgermeister und übte dieses Amt bis 2011 aus.
1993 bis 2001 war Lagosky Bürgervertreter im Rat der Einheitsgemeinde Cremlingen. Seit 2001 ist er Ratsherr im Rat der Einheitsgemeinde Cremlingen, Vorsitzender der CDU-Fraktion und Mitglied im Verwaltungsausschuss.
2001 wurde Lagosky in den Kreistag des Landkreises Wolfenbüttel gewählt, dem er bis heute angehört. 2011 und 2012 war er Vorsitzender im Ausschuss für Umwelt, Landwirtschaft und Klimaschutz, bis er 2012 Vorsitzender der CDU-Kreistagsfraktion wurde.
Seit 2001 ist Lagosky Vertreter in der Verbandsversammlung des Wasserverbandes Weddel-Lehre. 2006 bis 2011 war er Bürgervertreter im Verkehrsausschuss des Zweckverbandes Großraum Braunschweig. Von 2009 bis heute ist er Mitglied in der Asse-II-Begleitgruppe.

## Abgeordneter
Lagosky kandidierte bei der Bundestagswahl 2013 erfolglos im Bundestagswahlkreis Salzgitter – Wolfenbüttel zog jedoch über die CDU-Landesliste Niedersachsen in den Deutschen Bundestag ein. Dort war er ordentliches Mitglied im Ausschuss für Arbeit und Soziales sowie stellvertretendes Mitglied im Ausschuss für Umwelt, Naturschutz, Bau und Reaktorsicherheit. Darüber hinaus war er Schriftführer im Deutschen Bundestag. Dem Vorstand der Arbeitnehmergruppe der CDU/CSU-Fraktion gehörte er als Beisitzer und der Endlagerkommission des Deutschen Bundestages als stellvertretendes Mitglied an.
Einen politischen Schwerpunkt legte Lagosky als Berichterstatter seiner Fraktion für betriebliche Mitbestimmung, gesunde Arbeit und Arbeitsschutz. Im Bundestagswahlkreis Salzgitter – Wolfenbüttel setzt er sich speziell für die Rückholung der nuklearen Abfälle aus der Schachtanlage Asse, die Gründung eines Instituts für Endlagerforschung in seinem Wahlkreis Salzgitter-Wolfenbüttel sowie einen Asse-Fonds zur finanziellen Abmilderung der regionalen Belastungen ein. Weiterhin setzte er sich für verschiedene Maßnahmen im Bereich der Verkehrsinfrastruktur ein, etwa den Ausbau der Weddeler Schleife. Da sich energieintensive Industrien sowie zahlreiche kleine und mittlere Unternehmen in seinem Wahlkreis befinden, brachte er sich in die Energierunde seiner Fraktion ein. Lagosky gehörte seit dessen Gründung im Juli 2016 dem Untersuchungsausschuss zum VW-Abgasskandal an.
Bei der Bundestagswahl 2017 kandidierte Lagosky erneut erfolglos im Wahlkreis Salzgitter - Wolfenbüttel. Sein Landeslistenplatz reichte diesmal jedoch nicht für den Einzug in den Deutschen Bundestag aus.

## Ehrenamtliches Engagement und Mitgliedschaften
Uwe Lagosky ist seit Beginn seines Arbeitslebens 1985 Mitglied in der Gewerkschaft ver.di Weiterhin war er von 2004 bis 2013 Mitglied im niedersächsischen Landestarifausschuss und bis 2010 Mitglied im Bundesfachausschuss/Verhandlungskommission für den Tarifvertrag Versorgungsbetriebe. In der Zeit von 2005 bis 2009 war er zudem ehrenamtlicher Richter am Verwaltungsgericht Braunschweig.